# Чаюк Денис Валентинович
Дмитро Валентинович Чаюк (нар. 13 лютого 1982) — полковник Збройних сил України, учасник російсько-української війни, заступник командира 128-ї окремої гірсько-штурмової бригади. Герой України.

## Біографія
Виконував бойові завдання під час проведення антитерористичної операції та операції Об’єднаних сил на Сході України. Брав участь у боях за Луганський аеропорт і м. Дебальцеве (нині Горлівського району) Донецької області.
24 лютого 2022, коли розпочалося повномасштабне вторгнення військ РФ в Україну, він зустрів на одному з полігонів Дніпропетровської області. Тоді ж дві ворожі ракети вибухнули безпосередньо неподалік від місця дислокації частини.
25 лютого, подолавши понад 200 км, батальйонна тактична група під його командуванням закріпилася на північних околицях м. Мелітополь Запорізької області Дві доби він зі своїми бійцями стримував просування ворожих колон у напрямку Запоріжжя та забезпечував відхід з міста підрозділів Національної гвардії України.
Пізніше батальйонна тактична група Чаюка відійшла спочатку на лінію оборони Василівка—Токмак, через дві доби — на лінію Кам’янське—Оріхів. Там знову відчайдушно стримували натиск ворога.
22 березня під час визволення с. Малинівка Пологівського району Запорізької області отримав поранення від ворожої гранати, з його ноги вилучили 18 осколків.
25 квітня 2022 року у щоденному зверненні Президент України Володимир Зеленський повідомив про присвоєння Денису Чаюку звання Героя України за особисту мужність та результативність у боях з окупантами, за знищення техніки й живої сили ворога.
10 жовтня 2023 року Головнокомандувач ЗСУ Валерій Залужний звільнив з посади начальника Львівського обласного територіального центру комплектування та соціальної підтримки (ТЦК та СП) полковника, Дениса Чаюка. Він пропрацював на цій посаді 1 місяць.(з 4 вересня 2023 року)

## Нагороди
- Звання Герой України з врученням ордена «Золота Зірка» (24 квітня 2022) — за особисту мужність і самовіддані дії, виявлені у захисті державного суверенітету та територіальної цілісності України[3]
- Медаль «За військову службу Україні» (5 грудня 2017) — за особистий внесок у зміцнення обороноздатності Української держави, мужність і самовіддані дії, виявлені у захисті державного суверенітету та територіальної цілісності України, зразкове виконання військового обов'язку[4]